# Бу-Аттіфель – Інтісар
Бу-Аттіфель – Інтісар – трубопровідна система, що транспортує нафту та зріджені вуглеводневі гази з лівійського нафтового родовища Бу-Аттіфель.
Розробка Бу-Аттіфель почалась в 1972 році, при цьому для видачі його продукції проклали нафтопровід завдовжки 133 км та діаметром 750 мм. Він прямував  до гігантського нафтового родовища Інтісар, де ресурс передавався до нафтопроводу Інтісар – Зувайтіна.  Можливо відзначити, що через Бу-Аттіфель також може видаватись продукція нафтового родовища Рімал, яку подали по трубопроводу завдовжки 76 км з діаметром 300 мм.
В 1993-му ввели в дію газопереробний завод Бу-Аттіфель, для видачі продукції якого (фракція С3+, конденсат) спорудили трубопровід діаметром 250 мм до того самого Інтісару, де зазначені гомологи метану передавались до спеціалізованого турбопроводу Інтісар – Зувайтіна.